# Navi greche di Gela
Le navi greche di Gela sono tre imbarcazioni della fine del VI-inizi del V secolo a.C. rinvenute in prossimità della città di Gela, colonia dorica fondata nel 689 a.C. e importante emporio commerciale sulla costa meridionale della Sicilia. La prima nave, recuperata completamente nel 2008, è stata restaurata nel 2014 ed è stata esposta al pubblico in occasione della mostra "Ulisse. L'arte e il Mito" allestita pressi i Musei di San Domenico di Forlì e successivamente, nel 2022, presso un padiglione sito nel Bosco Littorio di Gela.

## La prima nave

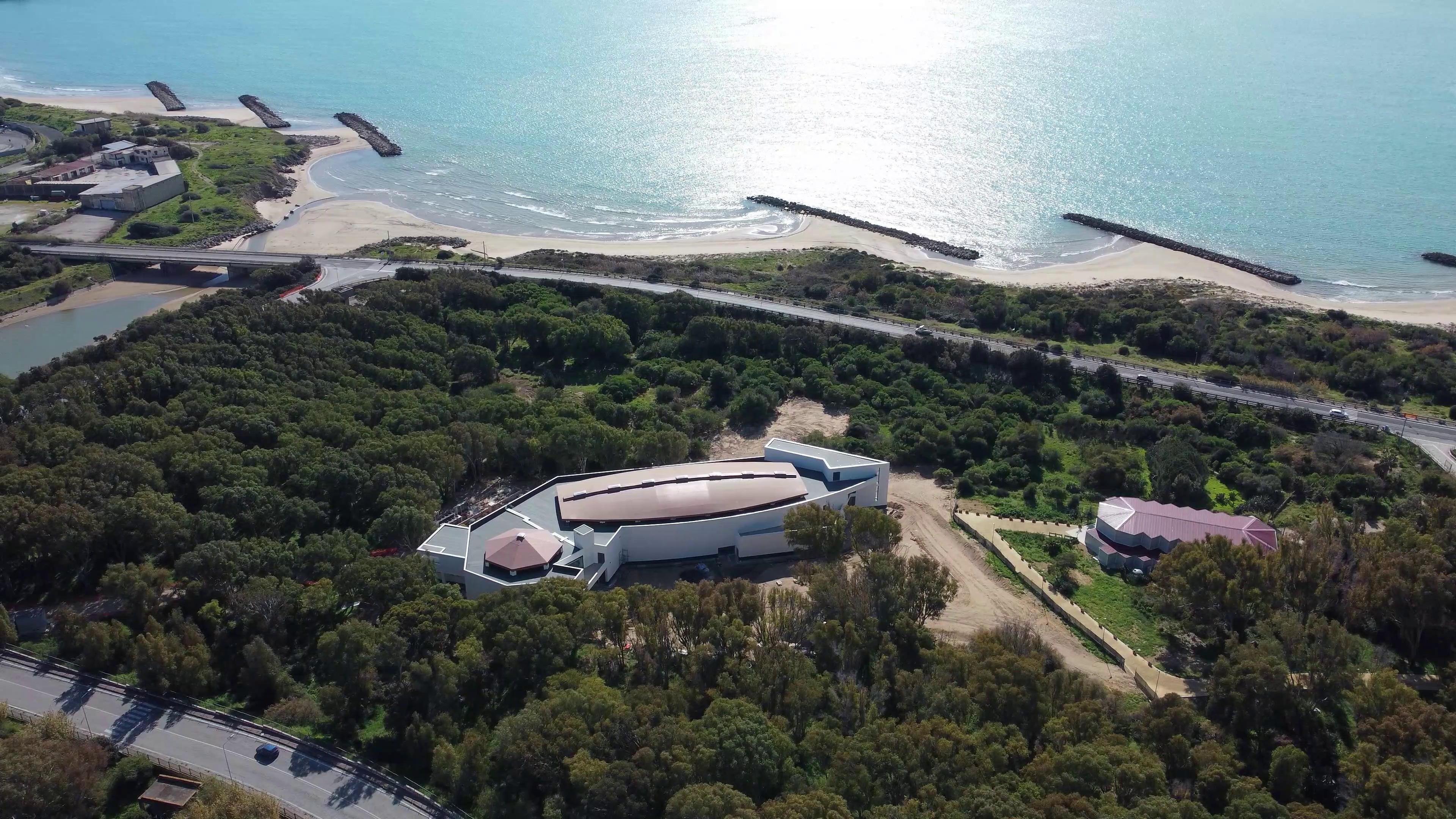
Il museo del mare, all'interno dell'Area archeologica demaniale Bosco Littorio, dove troverà collocazione stabile la prima nave greca risalente al V secolo a.C.

La scoperta della prima nave venne effettuata nel 1988 da due subacquei su un fondale argilloso e sabbioso a circa 4 m di profondità, a circa 800 m dalla costa (località Bulala) e a circa 2 km ad est della foce del fiume Gela, anticamente il porto-canale della città. Grazie alle caratteristiche del fondale la nave era molto ben conservata nella sua struttura lignea e conservava un carico vario, coperto da uno strato di pietre utilizzate come zavorra.
La nave era una nave da carico di grandi dimensioni (21 x 6,50 m), esempio unico di nave antica costruita con una tecnica particolare, già citata da Omero nel II libro dell'Iliade: il fasciame della carena era infatti "cucito" con fibre vegetali.
La nave è stata recuperata con due campagne di scavo nel 2003 (madiere della prua) e nel 2008 la poppa. Dopo il recupero venne restaurata nei laboratori specializzati di Portsmouth in Gran Bretagna. Restituita nel 2014, la nave avrebbe dovuto essere esposta nel "Museo della navigazione greca" di Gela, ma nonostante i 5 milioni e mezzo di euro stanziati dalla Regione Siciliana, prelevati dal Fondo Europeo, nessuno lavoro di allestimento è stato compiuto e la nave rimane a pezzi in circa 40 scatoloni .

### Il carico
Il carico era composto di oggetti caricati in varie località, a partire dal mar Egeo, probabile origine della navigazione. Le ceramiche a vernice nera e a rossa indicano anche una sosta nel porto di Atene. Da varie località provengono inoltre le anfore di varia origine, probabilmente contenenti vino e olio, e altre merci che erano state collocate in cesti rivestiti di pece. Nei diversi porti la nave aveva inoltre caricato pietre per la zavorra, che dovevano sostituire le merci sbarcate e sono di varia provenienza.
Alcuni degli oggetti trovati venivano utilizzati dei marinai: sia le ceramiche trovate nella cambusa, sia oggetti di culto che testimoniano le pratiche religiose durante la navigazione.

## La seconda nave
Una seconda nave, probabilmente databile alla fine del V secolo a.C. e di dimensioni inferiori, giace sui fondali a breve distanza dal primo relitto, ma più vicina alla costa. Anch'essa ben conservata, il suo recupero ha avuto inizio nel luglio del 2024.

## La terza nave
Un terzo relitto greco arcaico è stato recentemente individuato alla foce del fiume Dirillo che segna il confine tra le province di Caltanissetta e Ragusa (e tra i comuni di Gela ed Acate). 
Tale scoperta, avvenuta per caso durante i lavori di scavo per la posa del gasdotto libico, conferma l'importanza archeologica che riveste l'area del Golfo di Gela che, quasi certamente, conserva numerosi altri relitti di varie epoche (greca, romana e bizantina soprattutto). Basti pensare che in questo golfo, in epoca romana, si è combattuta la famosa battaglia tra Cartaginesi e Romani guidati da Attilio Regolo.